# Sarlat-la-Canéda
Sarlat-la-Canéda (en idioma occitano: Sarlat e La Canedat) es una subprefectura francesa situada en el departamento de Dordoña, en la región de Nueva Aquitania. Está catalogada como ciudad medieval. Su moderna revalorizacion le debe mucho a la actividad como ministro de Cultura de André Malraux (1960-69).

## Demografía
| 7 877 | 5 924 | 5 263 | 5 529 | 5 941 | 5 669 | 6 119 | 5 800 | 6 223 | 6 331 | 6 822 | 6 255 | 6 554 | 6 457 | 6 069 | 6 615 | 7 225 | 6 535 | 6 195 | 6 481 | 6 469 | 6 497 | 6 541 | 6 982 | 7 108 | 7 073 | 7 150 | 8 801 | 9 765 | 9 670 | 9 909 | 9 707 | 9 331 |
| Para los censos de 1962 a 1999 la población legal corresponde a la población sin duplicidades (Fuente: INSEE [Consultar]) |       |       |       |       |       |       |       |       |       |       |       |       |       |       |       |       |       |       |       |       |       |       |       |       |       |       |       |       |       |       |       |       |

## Geografía
La villa se sitúa en el Périgord Noir. El centro urbano se encuentra a seis kilómetros al norte del río Dordoña. El núcleo de La Canéda está algo más cercano al río, a unos tres kilómetros al sur de Sarlat propiamente dicho.
Dispone de una estación de ferrocarril, actualmente final de un ramal que procede de Siorac-en-Périgord y que en tiempos se extendía más al este.

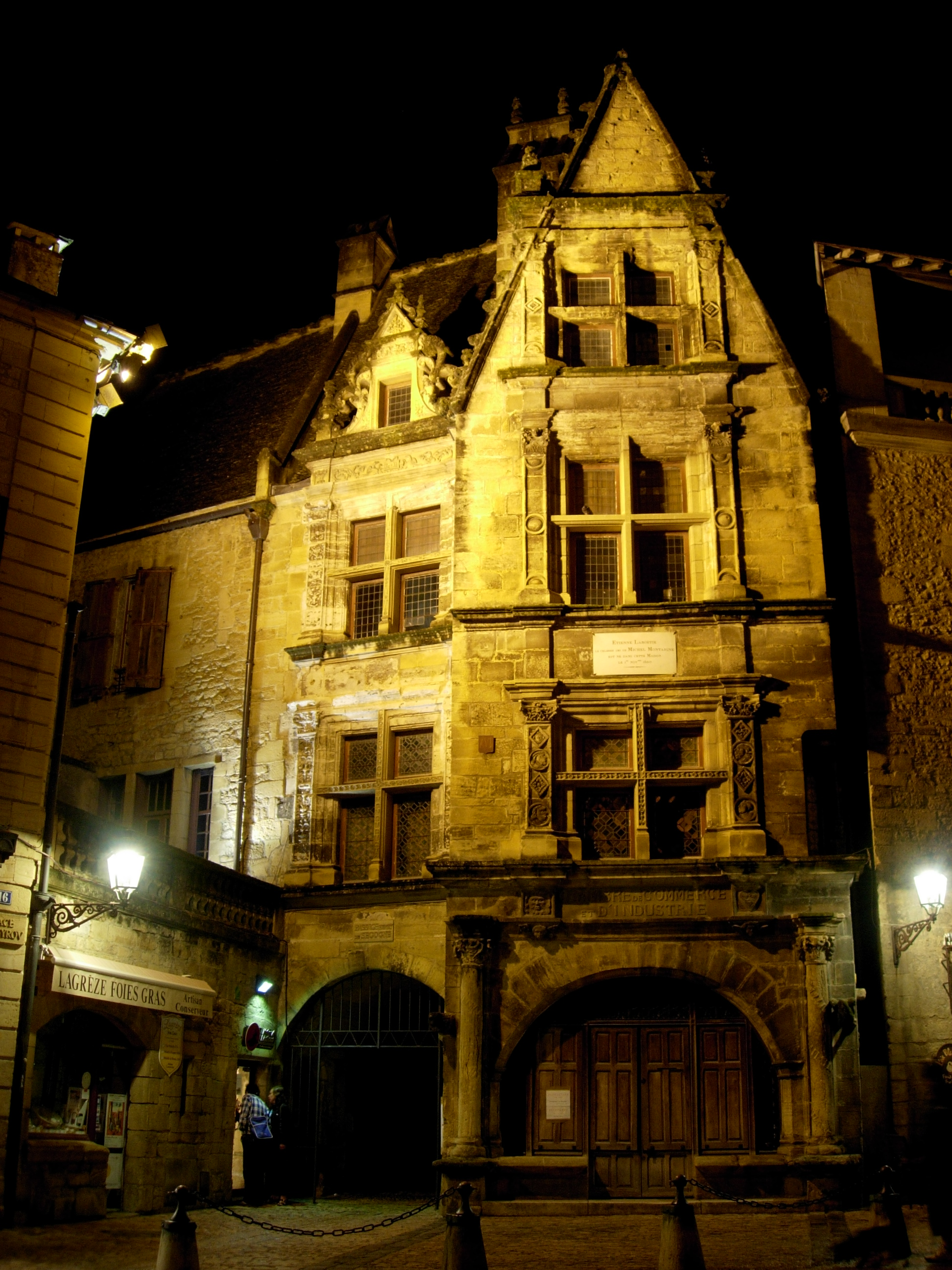
La maison de la Boetie.

## Economía
·Turismo: numerosos turistas del norte de Europa visitan la villa durante sus vacaciones
·Agricultura: destacan las explotaciones de tabaco en la Dordoña desde 1857
·Foie Gras: varios grandes fabricantes y exportadores y numerosos pequeños productores crían ocas y patos para la producción de foie gras y otros productos (confituras, pâté...)
·La trufa (hongo subterráneo) es otro producto típico del Périgord, un producto muy raro (1200 €/kg)
·La arquitectura de Sarlat lo hace el lugar más visitado de la Dordoña y el decimocuarto de Francia con 1.500.000 visitantes al año
·Sarlat participa de la importante cámara de comercio e industria de la Dordoña

## Transportes

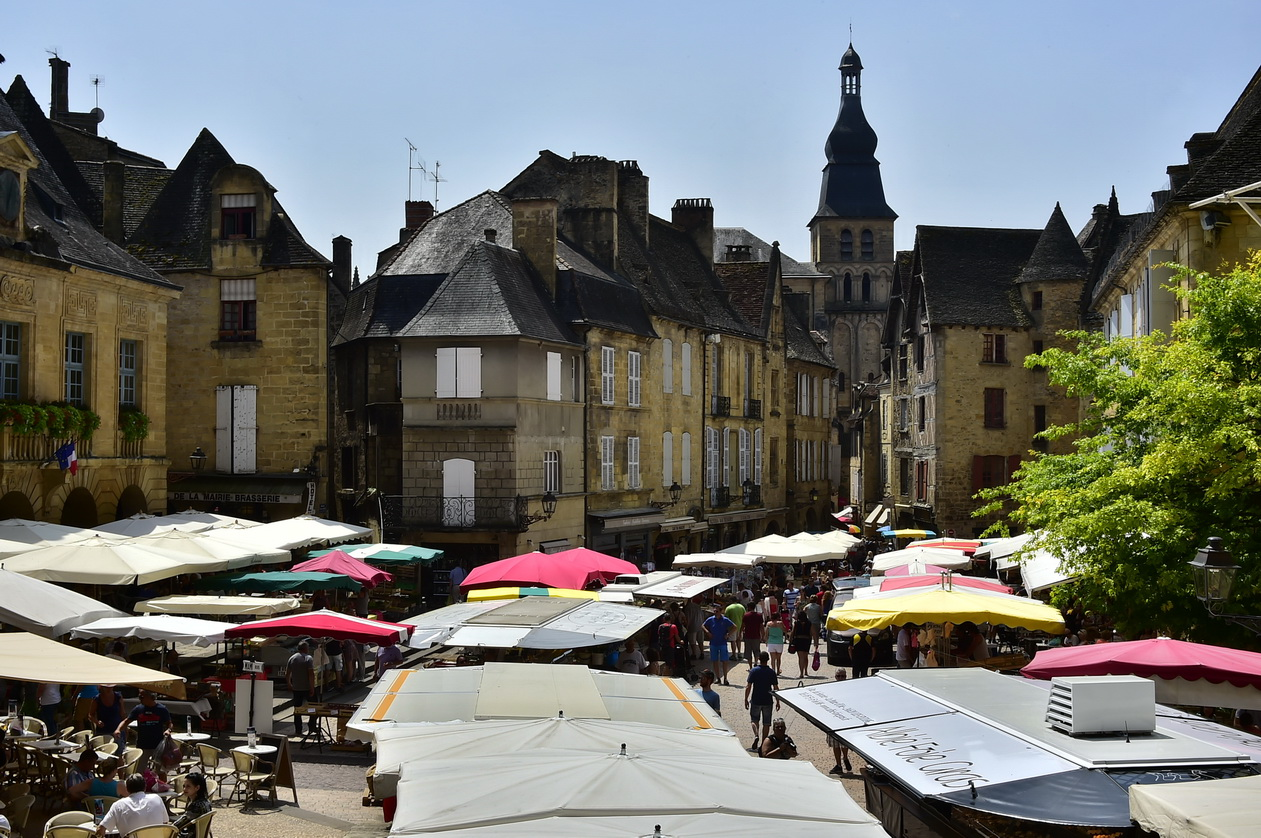
Marché de Sarlat

Hay un pequeño servicio de autobuses interurbanos llamados 'Sarlat Bus'; también es frecuente ver por el interior de la ciudad ciclistas y, más recientemente, gente desplazándose en SegWay.
Hay aparcamientos públicos en el interior y exterior de la villa para dejar los automóviles y visitar la ciudad a pie.
La línea TER Burdeos-Sarlat realiza la ruta ida-vuelta trece veces al día